# Vasili Biskupski
Vasili Víktorovich Biskupski (ruso: Василий Викторович Бискупский, ucraniano: Василь Вікторович Біскупський; 27 de junio de 1878-17 de junio de 1945) fue un general de los ejércitos ruso y ucraniano que, mientras estaba exiliado en Alemania, ayudó a financiar el ascenso al poder de Adolf Hitler.

## Biografía
El padre de Biskupski era el vicegobernador de Tomsk. Vasili se vio obligado a abandonar el Ejército Imperial Ruso después de que se hiciera público su matrimonio secreto con la cantante de opereta Anastasia Vyáltseva. Adquirió tierras en el Lejano Oriente ruso y la isla de Sajalín, y comenzó a perforar en busca de petróleo. Después del estallido la Primera Guerra Mundial, Biskupski regresó al ejército y fue ascendido a general de división en junio de 1916.
Después de la Revolución Rusa, Pavló Skoropadski puso a Biskupski a cargo de las fuerzas militares de la Rada Central Ucraniana. En 1918, entregó Odesa a las fuerzas de Nikífor Grigóriev. También fue un miembro destacado del Ejército de Voluntarios de Rusia Occidental de corta duración antes de emigrar a Alemania en 1919.
Tras vender su propiedad de Sajalín al gobierno japonés, Biskupski se hizo rico. Fue uno de los primeros rusos en brindar apoyo incondicional a Hitler (a quien afirmó haber escondido en su propio apartamento después del fallido Putsch de Múnich). También participó en el Putsch de Kapp. En 1922, los socios de Biskupski, Sergey Taboritsky y Shabelsky-Bork, intentaron matar a Pável Miliukov, un importante líder liberal. Aunque los asesinos no dieron en el blanco, accidentalmente dispararon y mataron a Vladímir Dmítrievich Nabókov, el padre del famoso escritor.
Algunos historiadores creen que Biskupski ayudó a canalizar el dinero de los Románov al Partido Nazi. De hecho, estuvo profundamente involucrado en la política de emigración de ultraderecha e hizo numerosos intentos de capitalizar su experiencia anterior en la «Aufbau» (Sociedad Económico-Política para la Ayuda al Este), una oficina que él mismo había fundado, en el que servirían durante un tiempo los futuros altos funcionarios nazis Alfred Rosenberg y Arno Schickedanz. En 1936, Hitler lo puso a cargo de la Russische Vertrauensstelle, un organismo gubernamental que se ocupaba de la comunidad de emigrados rusos. Al final de la Segunda Guerra Mundial, se había desilusionado de Hitler. Fue despedido y encarcelado brevemente por las autoridades nazis.